# Liste der Bodendenkmäler in Inning am Holz
Auf dieser Seite sind die Bodendenkmäler in der oberbayerischen Gemeinde Inning am Holz zusammengestellt. Diese Tabelle ist eine Teilliste der Liste der Bodendenkmäler in Bayern. Grundlage ist die Bayerische Denkmalliste, die auf Basis des Bayerischen Denkmalschutzgesetzes vom 1. Oktober 1973 erstmals erstellt wurde und seither durch das Bayerische Landesamt für Denkmalpflege geführt wird. Die folgenden Angaben ersetzen nicht die rechtsverbindliche Auskunft der Denkmalschutzbehörde.

## Bodendenkmäler in Inning am Holz
| Lage       | Objekt | Akten-Nr.     | Bild |
| ---------- | --- | ------------- | ---- |
| (Standort) | Grabhügel vorgeschichtlicher Zeitstellung. | D-1-7638-0016 |      |
| (Standort) | Untertägige mittelalterliche und frühneuzeitliche Befunde                                                                                                | D-1-7638-0125 |      |
| (Standort) | Untertägige mittelalterliche und frühneuzeitliche Befunde und Funde im Bereich der Kath. Kirche                                                          | D-1-7638-0127 |      |
| (Standort) | Untertägige spätmittelalterliche und frühneuzeitliche Befunde im Bereich der Kath. Filialkirche St. Georg von Ottering und ihrer Vorgängerbauten.        | D-1-7638-0129 |      |
| (Standort) | Untertägige spätmittelalterliche und frühneuzeitliche Befunde im Bereich der Kath. Filialkirche St. Jakobus von Großwimpasing und ihrer Vorgängerbauten. | D-1-7638-0136 |      |
| (Standort) | Grabhügel vorgeschichtlicher Zeitstellung. | D-1-7638-0200 |      |
| (Standort) | Burgstall des späten Mittelalters und der frühen Neuzeit (Sitz Ottering).                                                                                | D-1-7638-0203 |      |